# Nir Tichon
Nir Shmuel Tichon (* 17. Oktober 1993 in Rishon LeZion) ist ein israelischer Eishockeytorwart, der seit 2022 für den HC Stadion Cheb in der 2. česká hokejová liga, der dritthöchsten tschechischen Eishockeyliga, spielt.

## Karriere
Nir Tichon, der aus Rishon LeZion im Gusch Dan stammt, begann seine Karriere bei den Devils in seiner Heimatstadt. Mit dem Klub gewann er 2017 die israelischer Meisterschaft. Von 2017 bis 2021 spielte er für die Mannschaft der Masaryk-Universität aus Brünn in der European University Hockey League. 2019 wurde er mit der besten Fangquote der Liga auch in das All-Star-Team der EUHL gewählt. In dieser Zeit studierte er Anglistik an der philosophischen Fakultät der Masaryk-Universität. Seine Bachelorarbeit, die er 2022 schrieb, befasste sich mit dem Einfluss des Eishockeys auf die Integration nordamerikanischer Minderheiten und ihre Darstellung im Film. In der Spielzeit 2019 bis 2021 spielte er zudem neunmal für den tschechischen Viertligisten HC Rosice. Nach einem Jahr beim Viertligisten Technika Hockey Brünn, spielt er seit 2022 beim  HC Stadion Cheb in der 2. česká hokejová liga, der dritthöchsten tschechischen Eishockeyliga.
Daneben war er von 2020 bis 2022 auch beim HC Bat Yam aktiv und erreichte 2021 und 2022 jeweils die beste Fangquote der israelischen Eishockeyliga.

### International
Für Israel nahm Tichon an den Weltmeisterschaften 2017, 2018, als er die beste Fangquote des Turniers erreichte, 2019, als er mit der zweitbesten Fangquote nach dem Neuseeländer Richard Parry und dem drittbesten Gegentorschnitt nach dem Isländer Dennis Hedström und Parry maßgeblich zum Aufstieg der Israelis von der B- in die A-Gruppe beitrug, 2022 und 2023 jeweils in der Division II teil.

## Erfolge und Auszeichnungen
- 2017 Israelischer Meister mit der Rishon Devils
- 2018 Beste Fangquote bei der Weltmeisterschaft der Division II, Gruppe B
- 2019 Aufstieg in die Division II, Gruppe A bei der Weltmeisterschaft der Division II, Gruppe B
- 2019 Mitglied des All-Star-Teams und beste Fangquote der European University Hockey League
- 2021 Beste Fangquote der israelischen Eishockeyliga
- 2022 Beste Fangquote der israelischen Eishockeyliga